# Chissà se nevica
Chissà se nevica è un singolo del cantautore italiano Mango, primo  estratto dall'album L'albero delle fate.

## Descrizione
Il brano Chissà se nevica è stato scritto a quattro mani da Giuseppe Mango e Carlo De Bei.

## Promozione
Chissà se nevica ha partecipato in gara al Festival di Sanremo 2007, classificandosi quinto. Durante la serata dei duetti, l'artista si esibì sulle note del brano in compagnia di sua moglie Laura Valente.

## Tracce
1. Chissà se nevica – 4:00
2. Ai tuoi sogni – 3:51

## Classifiche
| Classifica (2007) | Posizione massima |
| ----------------- | ----------------- |
| Italia            | 12                |